# Leichtathletik-Weltmeisterschaften der Behinderten 2011/Teilnehmer (Papua-Neuguinea)
| stlisierte Goldmedaille | stlisierte Silbermedaille | stlisierte Bronzemedaille |
| ----------------------- | ------------------------- | ------------------------- |
| —                       | —                         | —                         |

Aus Papua-Neuguinea war ein Athlet bei den Leichtathletik-Weltmeisterschaften der Behinderten 2011 gemeldet.

## Ergebnisse

### Männer
| Athleten        | Wettbewerb | Vorlauf / Vorkampf | Vorlauf / Vorkampf | Halbfinale   | Halbfinale | Finale       | Finale |
| Athleten        | Wettbewerb | Zeit / Weite       | Rang               | Zeit / Weite | Rang       | Zeit / Weite | Rang   |
| --------------- | ---------- | ------------------ | ------------------ | ------------ | ---------- | ------------ | ------ |
| Francis Kompaon | 100 m T46  | 11,36 s            | 1                  | –            | –          | 11,27 s SB   | 5      |